# パレスチナの国章
パレスチナの国章（パレスチナのこくしょう）は、ヨルダン川西岸地区およびガザ地区を管理するパレスチナ自治政府（Palestinian National Authority）またはパレスチナ国がシンボルとして用いる紋章である。そのため2種類存在する。
この紋章はエジプトの国章やイラクの国章同様のデザインであり、「サラディンの鷹」と呼ばれる鷹が描かれ、その胸に抱える盾部分（エスカッシャン）には汎アラブ色のパレスチナの旗が縦方向に配されている。鷹の下にある帯は「パレスチナ」（アラビア語: فلسطين）または「パレスチナ政府」（アラビア語: السلطة الفلسطينية）とアラビア文字で書かれている。

イギリス委任統治領パレスチナの紋章
エジプトの国章
イラクの国章